# فرهاد آقازاده
فرهاد آقازاده (ترکی آذربایجانی: Fərhad Rəhim oğlu Ağazadə؛ ۱۲ august ۱۸۸۰ – ۴ ژانویهٔ ۱۹۳۱)
معلم، زبانشناس و روزنامه‌نگار آذربایجانی بود.

## زندگی‌نامه
فرهاد آقازاده ۱۲ ماه اوت سال ۱۸۸۰ در شهر شوشی به دنیا آمد. وی دانش‌آموخته دانشسرای عالی قفقاز جنوبی در سال ۱۹۰۰ بود. برای مدتی در مدارس باکو، شوشی، گنجه و خاچماز به تدریس پرداخت. به مدت طولانی با عزیر حاجی‌بیگف روابط دوستانه و همکاری خوبی داشت. در رویدادهای فرهنگی و آموزشی سازمان اسلامی آموزشی «نجات» باکو حضور فعالی پیدا کرده و همکاری‌های تنگاتنگی با عزیر حاجی‌بیگف در روزنامه‌های «حیات» و «ارشاد» و همچنین در تهیه برنامه‌های درسی و کتاب‌های درسی داشت.
عزیر حاجی‌بیگف واکاوی یک کتاب درسی فرهاد آقازاده موسوم به «سال دوم» (نوشته شده در سال ۱۹۰۷) را که توسط وی و چند معلم دیگر تدوین شده بود، در روزنامه «ترقی» انتشار داد. بین سالهای ۱۹۰۸ الی ۱۹۱۹، فرهاد آقازاده که در مدرسه «سعادت» تدریس می‌کرد، به مراتب دستور حسن بیگ زردابی دال بر خلق یک اثر بزرگ موسیقی را به عزیر حاجی‌بیگف که با او کار می‌کرد خاطرنشان ساخته بود. در میان سالهای ۱۹۱۸ تا ۱۹۲۰ با عزیر حاجی‌بیگف در روزنامه «آذربایجان» همکاری کرد. در کتاب خاطرات همسر آقازاده، خانم گوهر (آذربایجان گادینلاری، سال چاپ ۱۹۶۹، شماره ۲) بر وجود دوستی خانوادگی آنها تأکید شده‌است.